# فرودگاه بریگز
فرودگاه بریگز (به انگلیسی: Briggs Airport) یک فرودگاه خصوصی است که یک باند فرود چمن دارد و طول باند آن ۴۵۷ متر است. این فرودگاه در شهر کبورگ، اورگن کشور ایالات متحده آمریکا قرار دارد و در ارتفاع ۱۱۷ متری از سطح دریا واقع شده‌است.